# Ольсен, Рено
Рено Бент Ольсен (дат. Reno Bent Olsen; род. 19 февраля 1947, Роскилле, Дания) — датский трековый и шоссейный велогонщик. Чемпион летних Олимпийских игр 1968 года в командной гонке преследования. Участник летних Олимпийских игр 1972 года. Был обладателем титула чемпиона Дании в 1966 - 68 и 1971 - 73 годах. В качестве шоссейного гонщика удерживал индивидуальный титул Дании в 1972 и 1973 годах и соревновался на профессиональном уровне в 1974 - 75 и 1981 - 84 годах, но без особого успеха. 

## Достижения

### Трек
1966
1-й  Чемпион Дании — Командная гонка преследования (любители)
1967
1-й  Чемпион Дании — Командная гонка преследования (любители)
1968
1-й  Летние Олимпийские игры — Командная гонка преследования
1-й  Чемпион Дании — Командная гонка преследования (любители)
1971
1-й  Чемпион Дании — Индивидуальная гонка преследования (любители)
1972
1-й  Чемпион Дании — Командная гонка преследования (любители)
1-й  Чемпион Дании — Индивидуальная гонка преследования (любители)
1973
1-й  Чемпион Дании — Индивидуальная гонка преследования (любители)
1-й  Чемпион Дании — Командная гонка преследования (любители)

### Шоссе
1972
1-й  Чемпион Дании — Индивидуальная гонка (любители)
1973
1-й  Чемпион Дании — Групповая гонка (любители)
1-й  Чемпион Дании — Индивидуальная гонка (любители)
1-й  Чемпион Дании — Командная гонка с раздельным стартом (любители)